# Stefan Hertrich
Stefan Hertrich (* 9. Mai 1976 in München) ist ein deutscher Musiker sowie Autor spiritueller Bücher und Hörbücher.

## Werdegang
Hertrich war Sänger und Songschreiber der 1992 gegründeten Gothic/Metal-Band Darkseed, mit der er zwischen 1994 und 2005 sieben CDs veröffentlichte. Den Höhepunkt seiner musikalischen Laufbahn bildete jedoch das Ethno/Gothic-Projekt Shiva in Exile, mit dem er den amerikanischen Just Plain Folks Music Award in der Kategorie „Best New Age/World Album 2004“ gewann. Danach zog er sich  von seinen rein musikalischen Aktivitäten zurück, um sich auf die Veröffentlichung spiritueller Hörbücher zu konzentrieren. 2011 erschien sein erstes Hörbuch Wenn der Wald spricht... Weisheiten aus der Sicht der Natur, gefolgt von Wenn der Wald spricht... Weisheiten aus der Sicht der Natur 2 sowie dem Soundtrack Kraftortreise (beide 2013).

## Kooperationen
Sängerin Jana Veva von Theodor Bastard hat die Texte für drei Stücke des Albums „Pulse“ von SpiRitual und für alle Kompositionen des Albums „Nour“ von Shiva in Exile geschrieben und gesungen.

## Veröffentlichungen
- Darkseed – Romantic Tales (1994)
- Darkseed – Midnight Solemnly Dance (1996)
- Darkseed – Spellcraft (1997)
- Darkseed – Romantic Tales (1998, Wiederveröffentlichung mit Songs des zweiten Demos Darksome Thoughts)
- Darkseed – Give Me Light (1999)
- Betray My Secrets – Betray My Secrets (1999)
- Sculpture – Sculpture (1999)
- Darkseed – Diving Into Darkness (2000)
- Shiva In Exile – Ethnic (2003)
- Darkseed – Astral Adventures (2003)
- Darkseed – Ultimate Darkness (2005)
- Spiritual – Pulse (2005)
- Shiva in Exile – Nour (2008)
- Wenn der Wald spricht... – Weisheiten aus der Sicht der Natur (Hörbuch, 2011)
- Wenn der Wald spricht... – Weisheiten aus der Sicht der Natur 2 (Hörbuch, 2013)
- Kraftortreise – Der Soundtrack zur Waldhörbuchreihe (2013)
- Impulse aus der Geistigen Welt 1 (Hörbuch, 2014)
- Deine Abenteuerreise zum Einssein (Taschenbuch, 2016)